# Европско првенство у атлетици у дворани 1973 — 400 метара за мушкарце
Такмичење у дисциплини трчања на 400 метара у мушкој конкуренцији на 4. Европском првенству у атлетици у дворани 1973. одржано је 10. и 11. марта у Арени Ахој у Ротердаму, Холандија.
Титулу европског првака освојену на Европском првенству у дворани 1972. у Греноблу није бранио Георг Никлес из Западне Немачке.

## Земље учеснице
Учествовало је 16 атлетичарки из 11 земаља.
1. Западна Немачка (3)
2. Исланд (1)
3. Источна Немачка(2)
4. Пољска (2)
5. Совјетски Савез (1)
6. Југославија (1)
7. Уједињено Краљевство (1)
8. Француска (2)
9. Чехословачка (1)
10. Шведска (1)
11. Шпанија (1)

## Рекорди
Извор:
| Рекорди пре почетка Европског првенства у дворани 1973.     | Рекорди пре почетка Европског првенства у дворани 1973. | Рекорди пре почетка Европског првенства у дворани 1973. | Рекорди пре почетка Европског првенства у дворани 1973. | Рекорди пре почетка Европског првенства у дворани 1973. | Рекорди пре почетка Европског првенства у дворани 1973. |
| ----------------------------------------------------------- | ------------------------------------------------------- | ------------------------------------------------------- | ------------------------------------------------------- | ------------------------------------------------------- | ------------------------------------------------------- |
| Светски рекорд                                              | Анджеј Баденски                                         | Пољска                                                  | 6,4 пф                                                  | Беч, Аустрија                                           | 15. март 1970.                                          |
| Светски рекорд                                              | Александар Братчиков                                    | СССР                                                    | 6,4 пф                                                  | Беч, Аустрија                                           | 15. март 1970.                                          |
| Европски рекорд                                             | Анджеј Баденски                                         | Пољска                                                  | 6,4 пф                                                  | Беч, Аустрија                                           | 15. март 1970.                                          |
| Европски рекорд                                             | Александар Братчиков                                    | СССР                                                    | 6,4 пф                                                  | Беч, Аустрија                                           | 15. март 1970.                                          |
| Рекорди европских првенстава                                | Анджеј Баденски                                         | Пољска                                                  | 6,4 пф                                                  | Беч, Аустрија                                           | 15. март 1970.                                          |
| Рекорди европских првенстава                                | Александар Братчиков                                    | СССР                                                    | 6,4 пф                                                  | Беч, Аустрија                                           | 15. март 1970.                                          |
| Рекорди после завршеног Европског првенства у дворани 1973. |                                                         |                                                         |                                                         |                                                         |                                                         |
| Светски рекорд                                              | Лучано Сушањ                                            | Југославија                                             | 46,38                                                   | Ротердам, Холандија                                     | 11. март 1973.                                          |
| Европски рекорд                                             | Лучано Сушањ                                            | Југославија                                             | 46,38                                                   | Ротердам, Холандија                                     | 11. март 1973.                                          |
| Рекорди европских првенстава                                | Лучано Сушањ                                            | Југославија                                             | 46,38                                                   | Ротердам, Холандија                                     | 11. март 1973.                                          |

## Освајачи медаља
|                          |                            |                        |
| Лучано Сушањ Југославија | Бено Штопс Источна Немачка | Даријуш Подобас Пољска |

## Резултати

### Квалификације
У квалификацијама такмичарки су били подељени у четири групе по четири такмичара. У полуфинале су се пласирали по два првопласирана из све четири групе (КВ).
| Пласман | Група | Атлетичарка       | Земља                | Резултат | Белешка |
| ------- | ----- | ----------------- | -------------------- | -------- | ------- |
| 1.      | 4     | Лучано Сушањ      | Југославија          | 46,83    | КВ      |
| 2.      | 4     | Даријуш Подобас   | Пољска               | 47,55    | КВ      |
| 3.      | 4     | Микаел Фредриксон | Шведска              | 47,70    | ЛРС     |
| 4.      | 1     | Фалко Гајгер      | Западна Немачка      | 47,88    | КВ      |
| 5.      | 1     | Бено Штопс        | Источна Немачка      | 48,06    | КВ      |
| 6.      | 2     | Херман Келер      | Западна Немачка      | 48,19    | КВ, ЛРС |
| 7.      | 3     | Герд Полаковски   | Источна Немачка      | 48,20    | КВ      |
| 8.      | 3     | Улрих Рајх        | Западна Немачка      | 48,28    | КВ      |
| 9.      | 3     | Јан Балахиофски   | Пољска               | 48,31    | ЛРС     |
| 10.     | 3     | Патрик Салвадор   | Француска            | 48,33    | ЛР      |
| 11.     | 2     | Мануел Соријано   | Шпанија              | 48,41    | КВ      |
| 12.     | 2     | Џим Окет          | Уједињено Краљевство | 46,47    | ЛР      |
| 13.     | 3     | Мирослав Тулис    | Чехословачка         | 48,48    | ЛР      |
| 14.     | 4     | Бјартни Стевансон | Исланд               | 48,73    | НР      |
| 15.     | 3     | Хаџи Рахманова    | Совјетски Савез      | 48,74    | ЛР      |
| 16.     | 1     | Лисјен Сен-Роз    | Француска            | 48,80    | ЛР      |

### Полуфинале
Такмичари су подељени у две полуфиналне групе. У финале су се пласирала по два првопласиране из обе групе (КВ).
| Пласман | Група | Атлетичарка     | Земља           | Резултат | Белешка |
| ------- | ----- | --------------- | --------------- | -------- | ------- |
| 1.      | 1     | Лучано Сушањ    | Југославија     | 46,73    | КВ      |
| 2.      | 1     | Бено Штопс      | Источна Немачка | 47,28    | КВ, ЛР  |
| 3.      | 2     | Даријуш Подобас | Пољска          | 47,55    | ЛР      |
| 4.      | 1     | Улрих Рајх      | Западна Немачка | 47,62    | КВ, ЛРС |
| 5.      | 2     | Герд Полаковски | Источна Немачка | 47,75    | КВ, ЛР  |
| 6.      | 2     | Фалко Гајгер    | Западна Немачка | 47,84    | ЛР      |
| 7.      | 2     | Мануел Соријано | Шпанија         | 48,01    | ЛР      |
| 8.      | 2     | Херман Келер    | Западна Немачка | НС       | БП      |

### Финале
Извор:
| Пласман | Атлетичарка     | Земља           | Резултат | Белешка            |
| ------- | --------------- | --------------- | -------- | ------------------ |
|         | Лучано Сушањ    | Југославија     | 46,38    | СРд, ЕРд, РЕПд, НР |
|         | Бено Штопс      | Источна Немачка | 47,31    |                    |
|         | Даријуш Подобас | Пољска          | 47,40    | ЛР                 |
| 4.      | Герд Полаковски | Источна Немачка | 48,28    |                    |

## Укупни биланс медаља у трци на 400 метара за мушкарце после 4. Европског првенства на отвореном 1970—1973.
|    | Земља           |   |   |   |    |
| -- | --------------- | - | - | - | -- |
| 1. | СССР            | 1 | 1 | 2 | 4  |
| 2. | Пољска          | 1 | 1 | 1 | 3  |
| 3. | Западна Немачка | 1 | 1 | 0 | 2  |
| 4. | Југославија     | 1 | 0 | 0 | 1  |
| 5. | Источна Немачка | 0 | 1 | 1 | 2  |
|    | Укупно {5}      | 4 | 4 | 4 | 12 |

|    | Атлетичар            | Земља  |   |   |   |   |
| 1. | Анджеј Баденски      | Пољска | 1 | 1 | 0 | 2 |
| 2. | Александар Братчиков | СССР   | 1 | 0 | 1 | 2 |
| -- | -------------------- | ------ | - | - | - | - |